# Jaceno
Jaceno (ros. Яцено) – wieś (ros. село, trb. sieło) w zachodniej Rosji, w sielsowiecie maszkinskim rejonu konyszowskiego w obwodzie kurskim.

## Geografia
Miejscowość położona jest nad Bieliczką (lewy dopływ Swapy), 3 km od centrum administracyjnego sielsowietu (Maszkino), 11 km na północny wschód od centrum administracyjnego rejonu (Konyszowka), 61 km na północny zachód od Kurska.
We wsi znajduje się 138 posesji.
Klimat
Miejscowość, jak i cały rejon, znajduje się w strefie klimatu kontynentalnego z łagodnym ciepłym latem i równomiernie rozłożonymi opadami rocznymi (Dfb w klasyfikacji klimatów Köppena).

## Demografia
W 2010 r. wieś zamieszkiwały 82 osoby.